# Difúzní mlhovina
Difúzní mlhovina je astronomický objekt tvořen oblaky mezihvězdné hmoty nacházející se v blízkosti hvězd a hvězdokup. 
Jasné mlhoviny jsou obvykle tvořeny ohromnými koncentracemi plynů a prachu ze kterých byly, či právě jsou tvořeny hvězdy. Od temné mlhoviny se liší tím, že v ní dochází k rozptylu světla.

## Rozdělení difúzních mlhovin
Difúzní mlhoviny lze rozdělit do následujících kategorií:

### Emisní mlhovina
Emisní mlhovina je mezihvězdný oblak vodíku, který září díky intenzivní radiaci šířící se z velmi horké hmotné hvězdy skrývající se v jeho nitru. Mračna těchto mlhovin jsou často zbarvena dočervena.

Ukázky emisních mlhovin
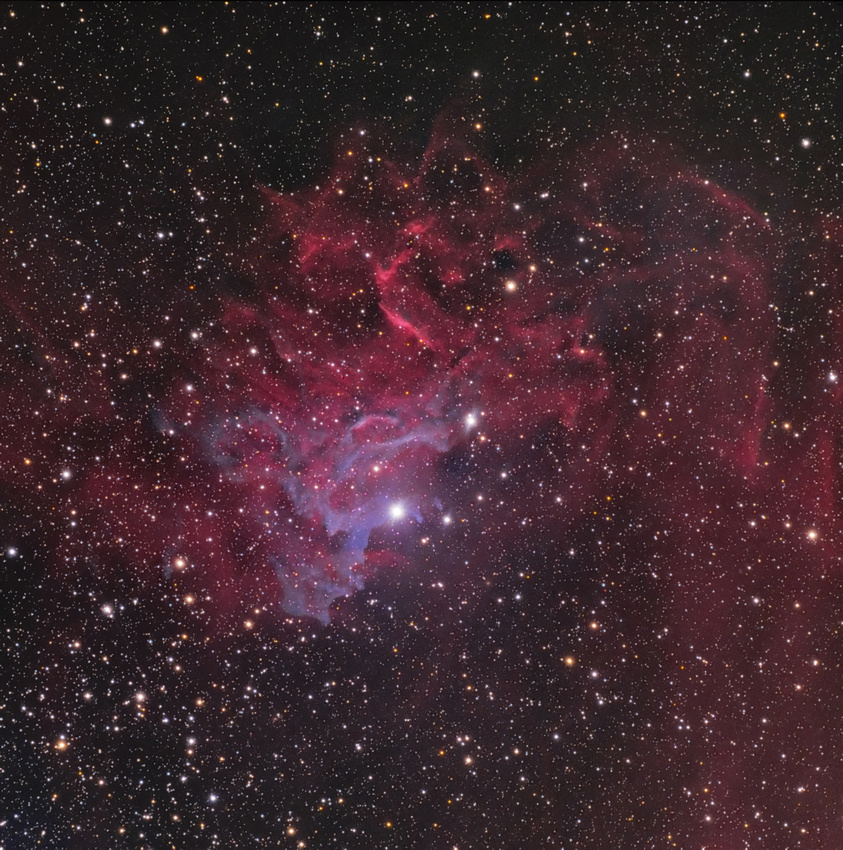
Mlhovina Flaming Star
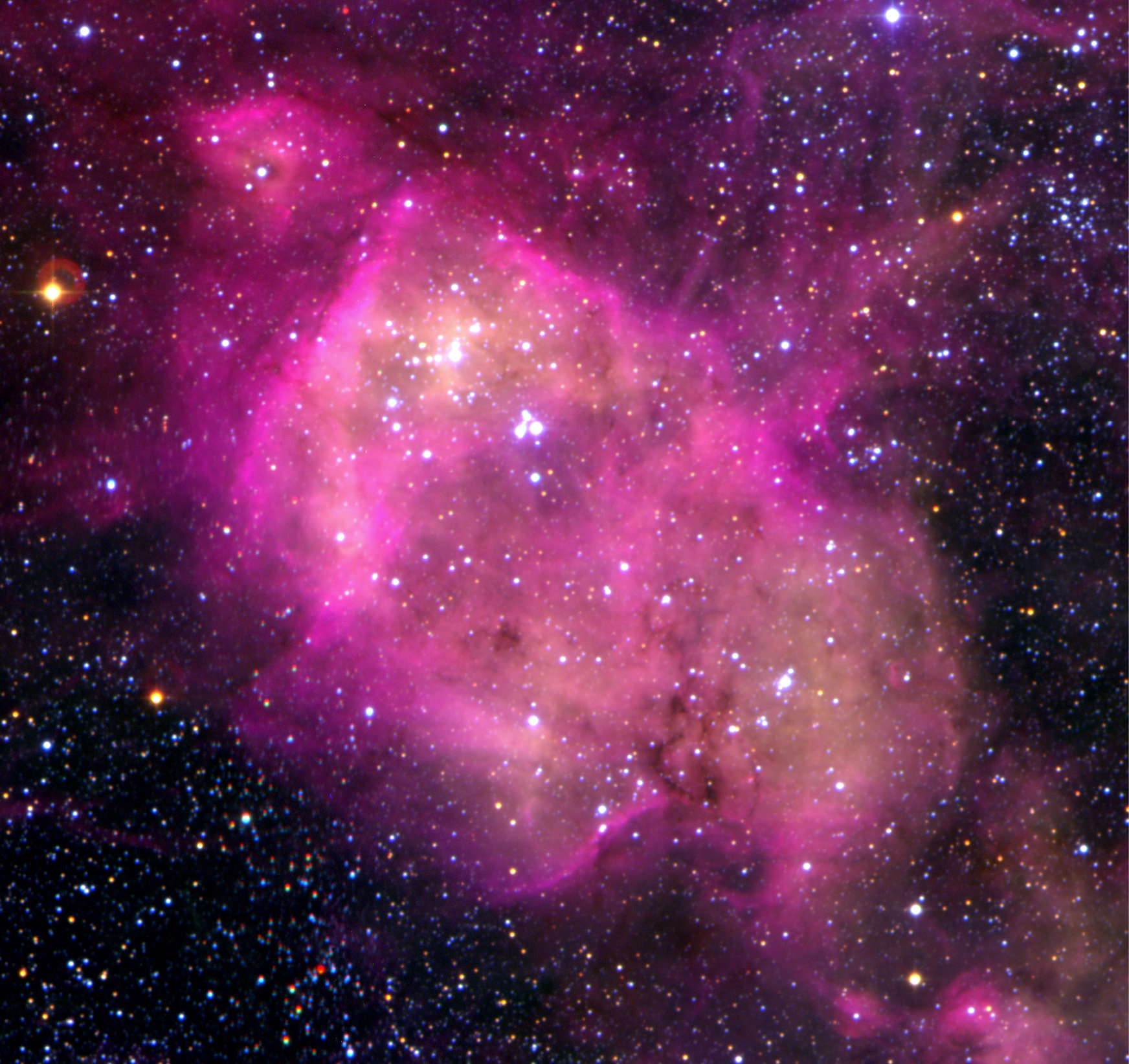
Jasná mlhovina N 164
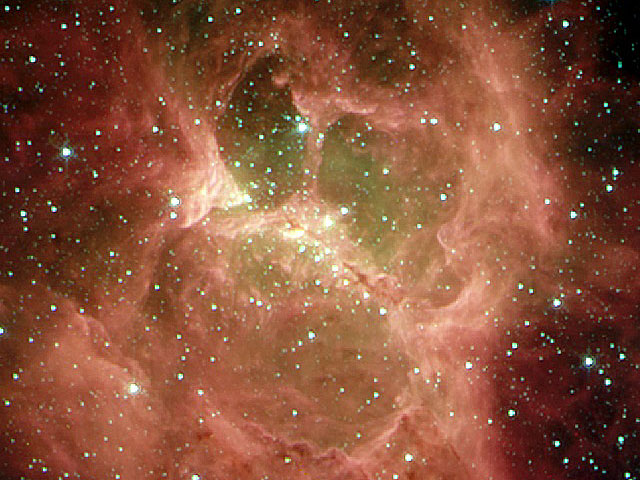
Mlhovina DR6
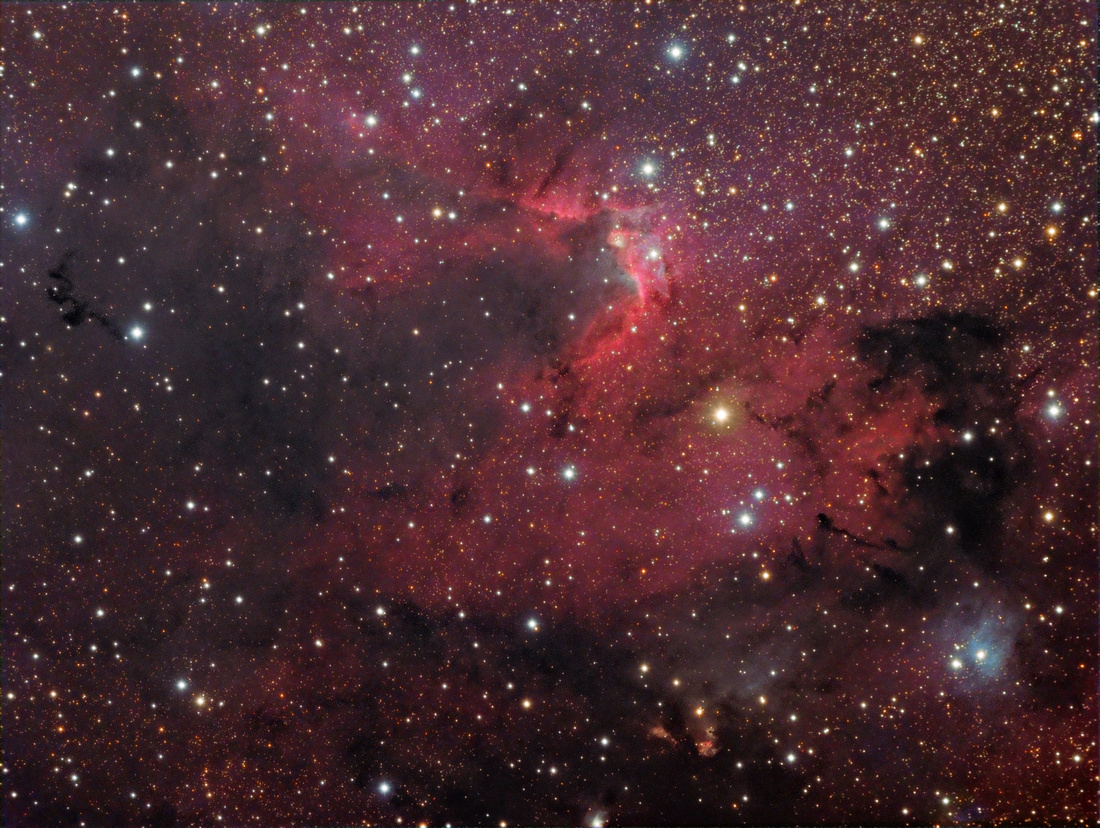
Mlhovina Jeskyně
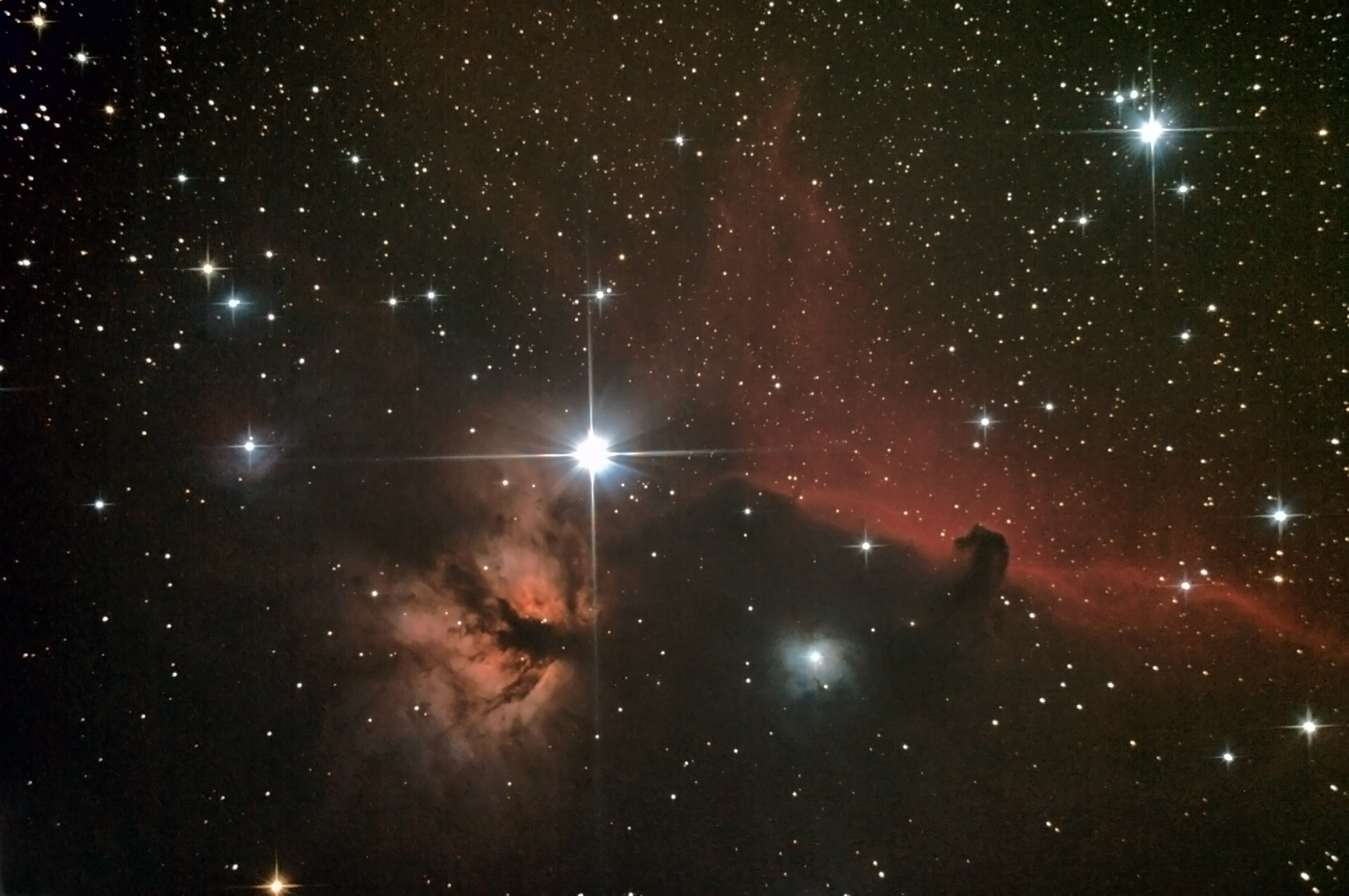
Mlhovina Koňská hlava

### Reflexní mlhovina
Reflexní mlhoviny jsou prachová a plynová mračna, která žádné světlo sama nevyzařují, ale světlo díky vysoké koncentraci prachu odráží od blízkých hvězd. Odražené světlo má barvu dle spektra hvězdy, jejíž světlo odráží, nejčastěji však modrou či modrobílou.

Ukázky reflexních mlhovin
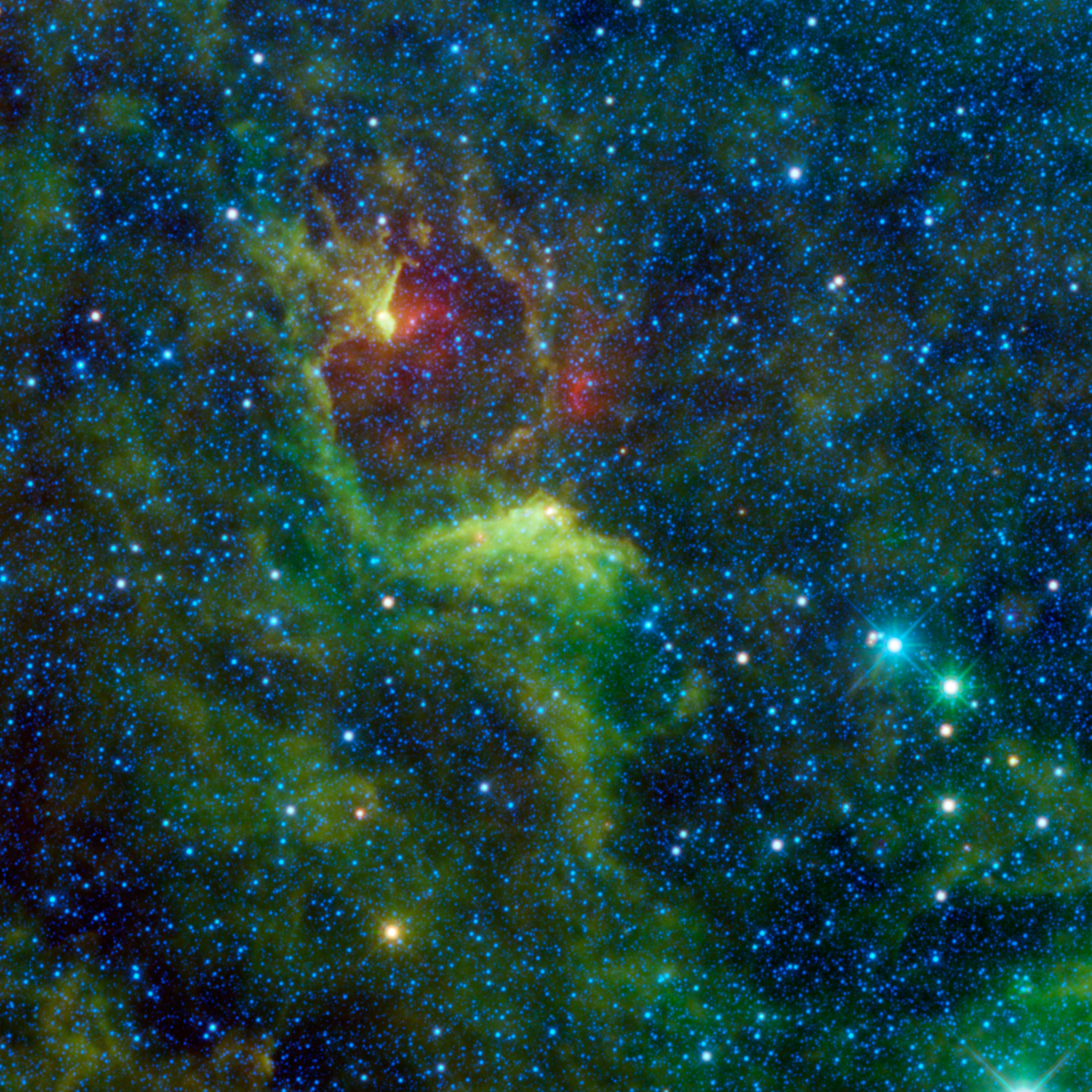
IRAS 12116-6001
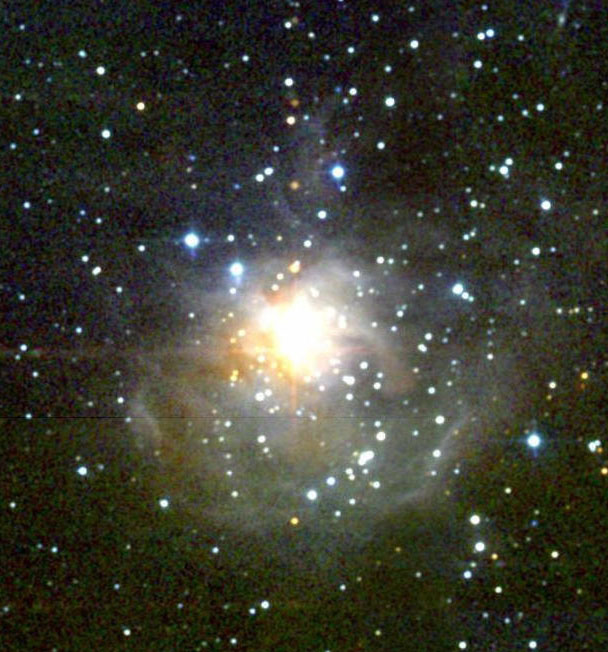
NGC 1579
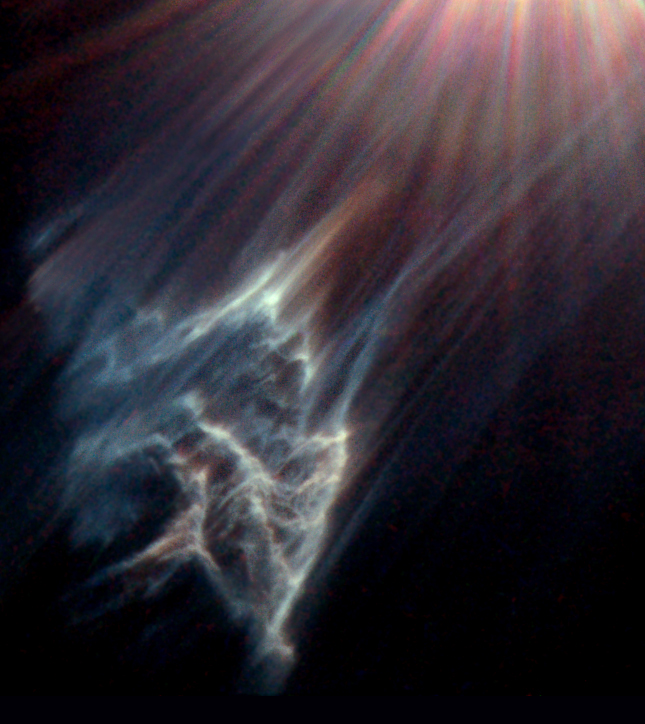
IC 349
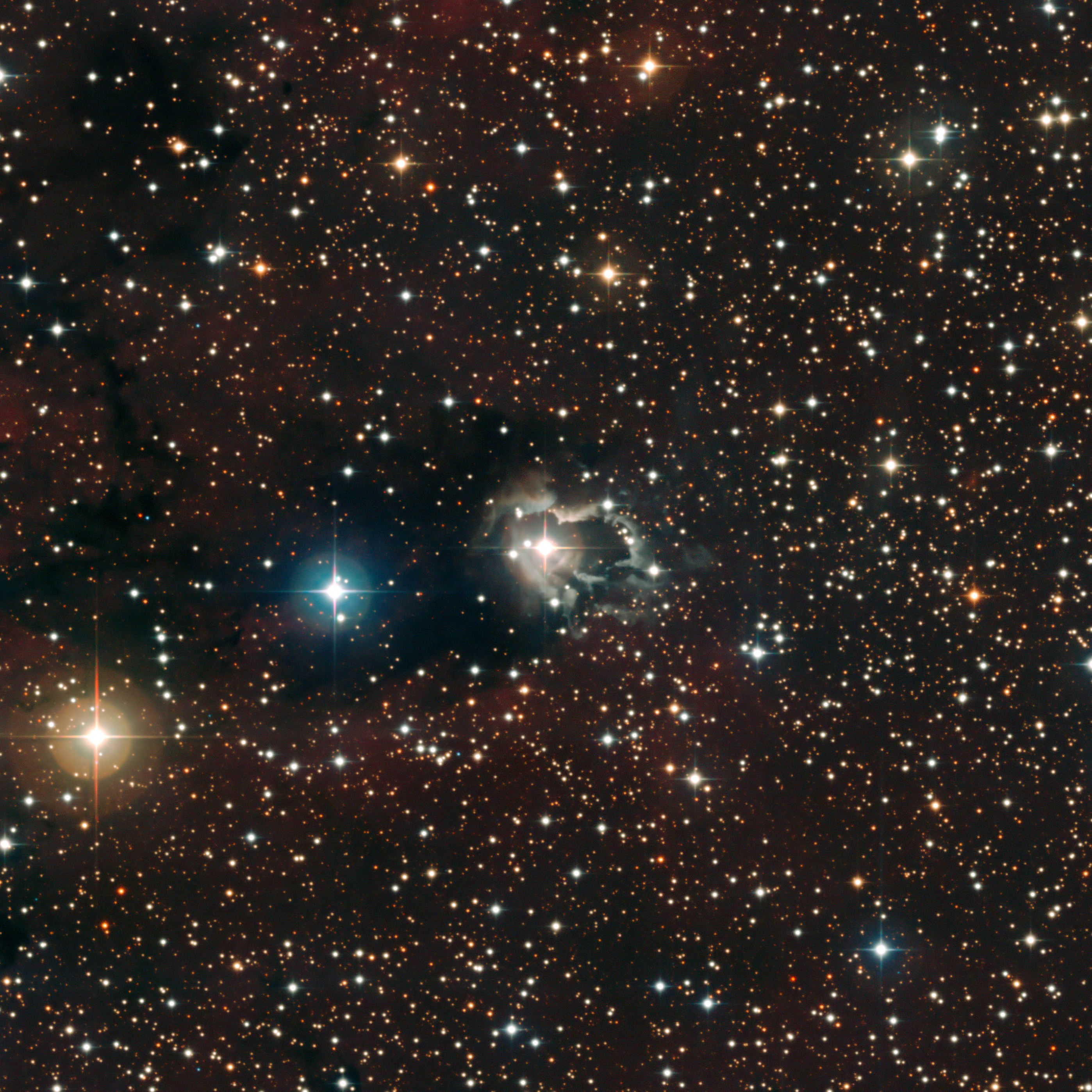
Mlhovina v blízkosti hvězdy HD 87643
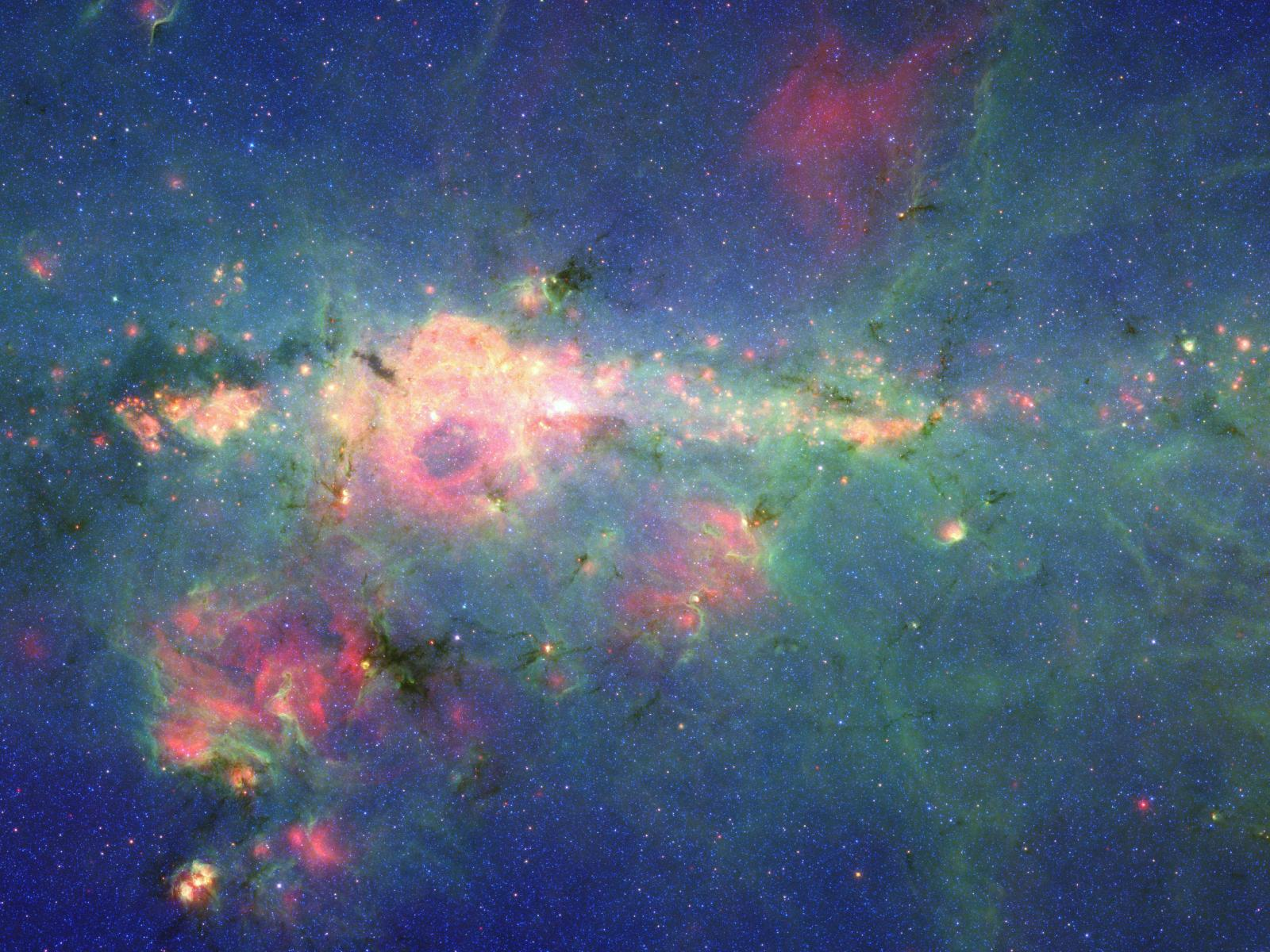
WR 102ka

### Pozůstatek supernovy
Zvláštní kategorií mlhovin je pozůstatek po supernově. Pozůstatek supernovy vzniká na sklonku života velmi hmotné hvězdy, která exploduje a tím vyvrhne své vnější vrstvy do mezihvězdného prostoru.
Nejznámějším takovýmto pozůstatkem je Krabí mlhovina, jež vznikla po výbuchu supernovy, která byla pozorována roku 1054.

Ukázky pozůstatků supernov
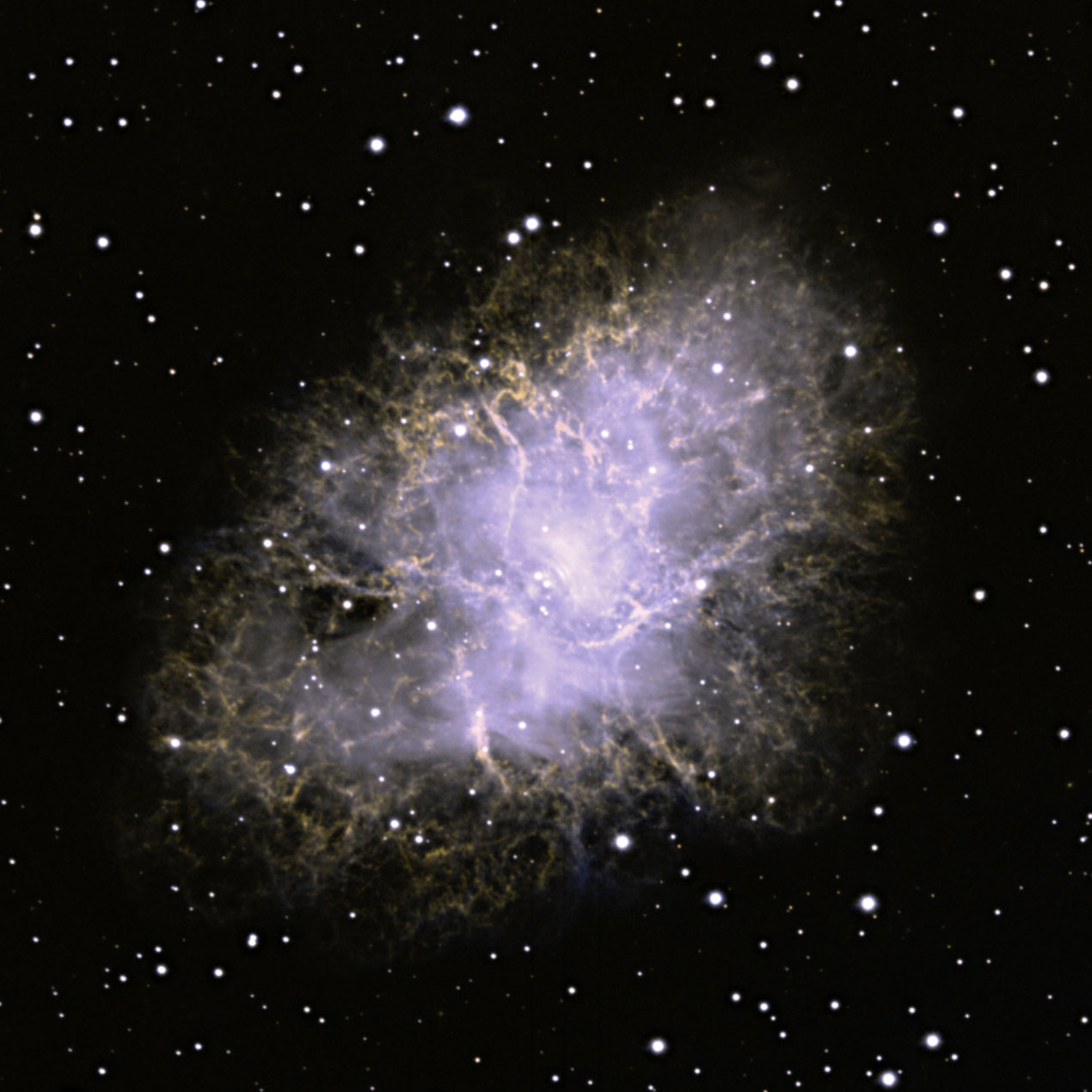
Krabí mlhovina
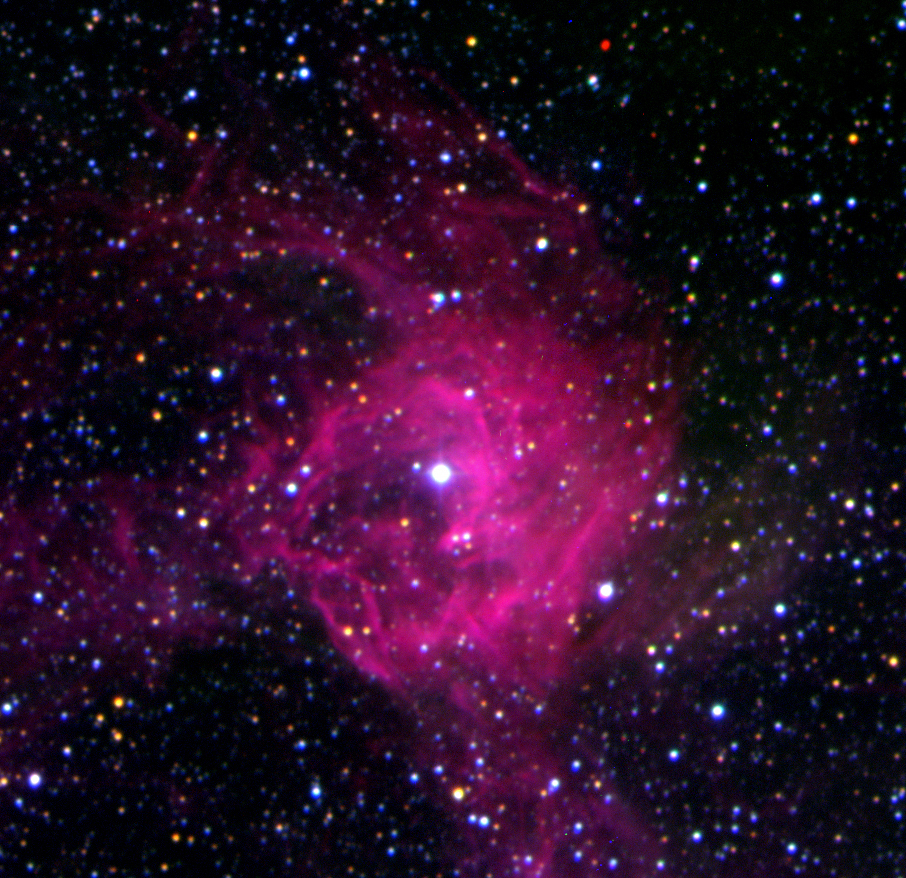
SNR 0543-689
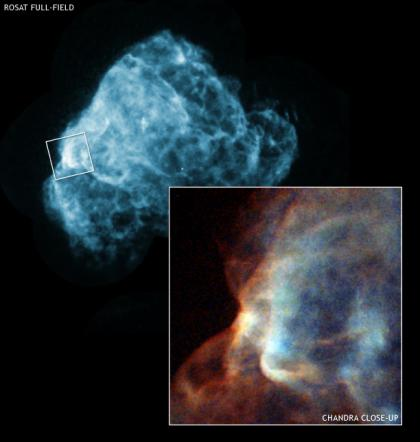
Puppis A Chandra + ROSAT
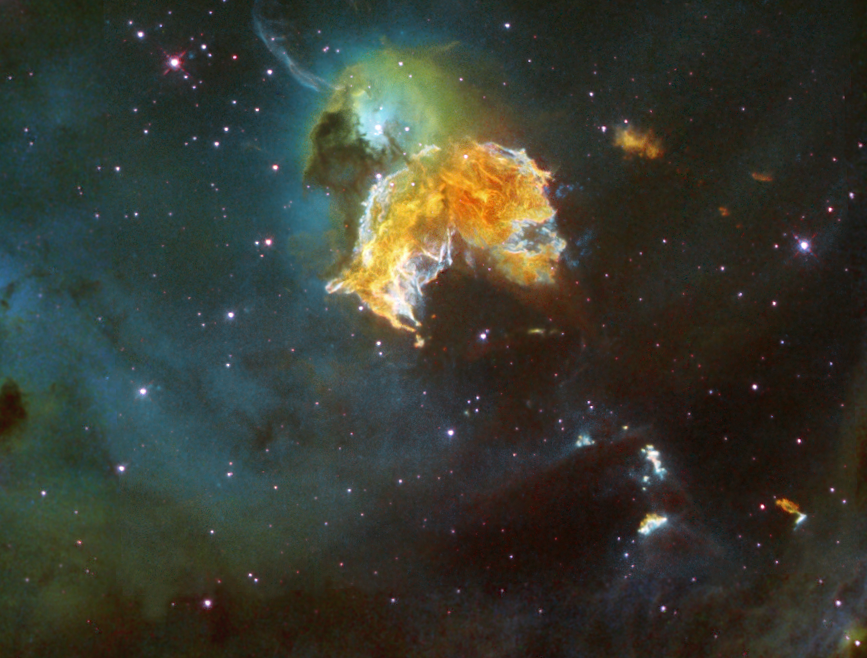
N 63A

Poměrně často lze pozorovat, že některé difuzní mlhoviny vykazují vlastnosti jak emisních, tak také reflexních mlhovin.